# Oropsylla eatoni
Oropsylla eatoni är en loppart som först beskrevs av Hubbard 1954.  Oropsylla eatoni ingår i släktet Oropsylla och familjen fågelloppor. Inga underarter finns listade i Catalogue of Life.